# Броница (Житомирская область)
Бро́ница (укр. Брониця) — село на Украине, находится в Новоград-Волынском районе Житомирской области.
Население по переписи 2001 года составляет 158 человек. Почтовый индекс — 11711. Телефонный код — 4141. Занимает площадь 0,536 км².

## Адрес местного совета
11712, Житомирская область, Новоград-Волынский р-н, с. Кленовая